# Jules Verne et la guerre de Sécession
 (août 2016).
Si vous disposez d'ouvrages ou d'articles de référence ou si vous connaissez des sites web de qualité traitant du thème abordé ici, merci de compléter l'article en donnant les références utiles à sa vérifiabilité et en les liant à la section « Notes et références ».
Né en 1828, Jules Verne a à peine 31 ans quand la Caroline du Sud fait sécession, bientôt suivie par les autres états esclavagistes. Dans les romans qui suivront, notamment les Voyages extraordinaires, il fera souvent référence à ce fait historique qui l'intéresse vivement. La plupart de ces romans rendront hommage au Nord dont il admire les deux principaux personnages : le président Abraham Lincoln et le général Ulysses Simpson Grant.

## L'engagement de Verne pour le Nord
Verne est ce qu'on appelle un « quarante-huitard ». En effet, il fait ses études à Paris quand éclate la Révolution de 1848 et y participe d'une manière ou d'une autre. Cette révolution amène la Seconde République qui, entre autres, abolit l'esclavage en France et dans les colonies, rien d'extraordinaire donc que l'écrivain soutienne le mouvement abolitionniste et notamment le Nord de l'union qui veut supprimer l'esclavage du territoire américain. Par là, il rejoint de nombreux intellectuels et écrivains français dont le plus célèbre est Victor Hugo.

## Laguerre de Sécessiondans lesVoyages extraordinaires
La guerre civile tient une place importante dans les Voyages extraordinaires de Jules Verne, ainsi que dans certaines nouvelles de l'écrivain.
La nouvelle Les Forceurs de blocus met en scène un anglais qui tente de forcer le blocus de Charleston par les navires de l'Union pour acheter du coton américain.
Le roman majeur en ce qui concerne la guerre de sécession est Nord contre Sud qui narre les aventures d'une famille de planteurs qui traite bien ses esclaves qui serait plutôt d'accord pour abolir l'esclavage, contre des assassins esclavagistes extrémistes ; le tout dans un Sud reconquis par le Nord !
D'autres romans y font juste allusion, parfois ce conflit est comme un point de départ de l'aventure : L'Île mystérieuse, Vingt mille lieues sous les mers, De la Terre à la Lune, Autour de la Lune, Sans dessus dessous, Le Testament d'un excentrique. Ces romans font souvent référence à un seul et même personnage historique : Lincoln, l'« idole » de Jules Verne. On trouve également dans Vingt-mille lieues sous les mers et  le Testament d'un excentrique, un hommage à John Brown, pendu par les Sudistes et à ce titre martyr de la cause anti-esclavagiste.